# Іджиросу
Іджиросу (рум. Igirosu) — село у повіті Горж в Румунії. Входить до складу комуни Болбоші.
Село розташоване на відстані 228 км на захід від Бухареста, 33 км на південь від Тиргу-Жіу, 64 км на північний захід від Крайови.

## Населення
За даними перепису населення 2002 року у селі проживали 204 особи, усі — румуни. Усі жителі села рідною мовою назвали румунську.